# Jaszaka-szentély

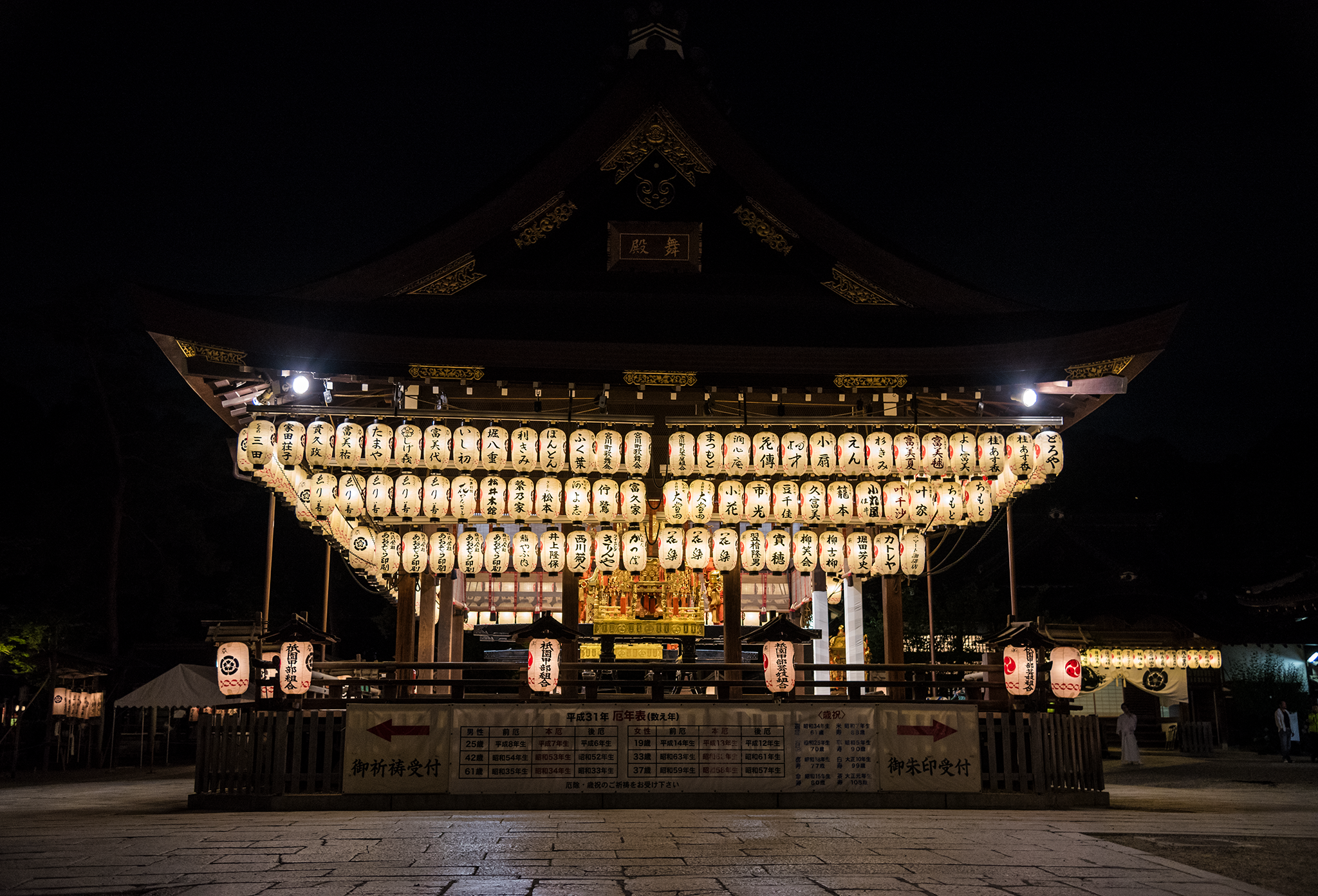

A Jaszaka-szentély (japánul: 八坂神社, Jaszaka dzsindzsa, Hepburn-átírással: Yasaka jinja), másképpen Gionsa vagy Gion Tendzsin, ősi japán sintó szentély, hatalmas, 17. századi gránit toriival Kiotó keleti (Higasijama) oldalán, a Gion negyedben. Védőszentje Szuszanoo no Mikoto, a tenger- és viharisten. Már a 10. században frekventált hely volt (ma állítólag ide járnak a gioni gésák is), megbékíti a bosszúszomjas szellemeket, elősegíti az ember boldogulását, és elhárítja a betegségeket. Esténként fénylő papírlámpások sokaságával világítják ki, amelyek mind egy-egy kiotói bolt vagy étterem nevét viselik. Itt tartják Kiotó egyik leghíresebb ünnepét, a Gion macurit.